# Suối Cầu Vạc
Suối Cầu Vạc (tên khác: Suối Le) là một con suối đổ ra Sông Thị Vải. Suối có chiều dài 27 km và diện tích lưu vực là 99 km². Suối Cầu Vạc chảy qua các tỉnh Đồng Nai, Bà Rịa - Vũng Tàu.